# Adán Clímaco
Adán Alberto Clímaco Calderón (San José, 1 de mayo de 2002) es un futbolista salvadoreño que juega como lateral izquierdo en el Municipal Pérez Zeledón de la Primera División de Costa Rica.

## Trayectoria

### Santos de Guápiles
Debutó profesionalmente en la Primera División de Costa Rica con el Santos de Guápiles el 13 de mayo de 2021 contra Municipal Grecia en el que ingresó al minuto 72, disputando 18 minutos en el empate 2-2.
El 19 de noviembre de 2022 debutó en el Torneo de Copa de Costa Rica contra A. D. San Carlos, alineado como titular disputó 81 minutos en la victoria contundente 4-1. En el juego de vuelta, Clímaco participó durante los 90 minutos, logrando vencer a A. D. San Carlos en tanda de penales por 2-3, logrando avanzar a cuartos de final. En cuartos de final se enfrentó ante el Deportivo Saprissa, Clímaco estuvo en el juego de ida y vuelta, los santistas no lograron la clasificación a la siguiente ronda, siendo eliminados en el marcador global 1-4.

### A. D. Cariari Pococí
El 10 de enero de 2023 se anunció el fichaje a A. D. Cariari Pococí en condición de préstamo. El 14 de enero, Clímaco debutó con el club, en la Segunda División de Costa Rica contra el F. C. Desamparados, donde obtuvo la victoria 1-2.

### Santos de Guápiles
Después de cinco meses de préstamo con la A. D. Cariari Pococí, Clímaco regresó al Santos de Guápiles. Tuvo su debut el 30 de septiembre de 2023 en el Torneo Apertura 2023 contra el Puntarenas F. C. sumando la totalidad de minutos en la victoria 2-1.

### Municipal Pérez Zeledón
El 9 de junio de 2025, se oficializó su fichaje al Municipal Pérez Zeledón con un contrato de un año.

## Selección nacional
El 14 de noviembre de 2022, fue convocado para representar a la selección de El Salvador por el técnico Hugo Ernesto Pérez en un partido amistoso contra Nicaragua. El 16 de noviembre de 2022 debutó contra Nicaragua, ingresó al minuto 79 por Alexis Renderos, finalizando con derrota 1-0.
El 31 de enero de 2024, fue convocado por el director técnico David Dóniga para un partido amistoso en fecha no FIFA contra Costa Rica. El 2 de febrero Clímaco se enfrentó ante Costa Rica en el que ingresó al minuto 77 por la derrota 2-0.
El 11 de marzo de 2024, se oficializó su convocatoria para los partidos amistosos contra Bonaire (fecha no FIFA), Argentina y Honduras en una gira en Estados Unidos. Clímaco no estuvo convocado contra Bonaire, y se mantuvo en el banco de suplencia contra Argentina, teniendo disputa de balón contra Honduras, ingresó de cambio al minuto 56 por el empate 1-1.
El 31 de mayo de 2024, se oficializó su convocatoria para la clasificación al mundial 2026 contra Puerto Rico y San Vicente y Granadinas. El 6 de junio debutó en la eliminatoria contra Puerto Rico, en el que fue sustituido al inicio de la parte complementaria, el encuentro finalizó por el empate 0-0. Tres días después, se enfrentó a San Vicente y Granadinas, participando el primer tiempo y siendo sustituido al inicio de la parte complementaria, el encuentro finalizó por victoria 1-3.
El 29 de agosto de 2024, fue convocado para la Liga de Naciones de la Concacaf 2024-25 en disputar los encuentros contra Montserrat y Bonaire. El 5 de septiembre, se enfrentó contra Montserrat disputando los 45 minutos del primer tiempo y siendo sustituido al inicio de la parte complementaria, el encuentro finalizó por la victoria 3-1. El 8 de septiembre, se enfrentó contra Bonaire, disputando la totalidad de minutos por la victoria 2-1.

#### Participaciones internacionales
| Competición                             | Sede     | Resultado      | Partidos | Goles |
| --------------------------------------- | -------- | -------------- | -------- | ----- |
| Liga de Naciones de la Concacaf 2024-25 | Concacaf | Fase de grupos | 4        | 0     |

#### Participaciones en eliminatorias
| Eliminatoria               | Sede                             | Resultado   | Partidos | Goles |
| -------------------------- | -------------------------------- | ----------- | -------- | ----- |
| Clasificación Mundial 2026 | Estados Unidos · México · Canadá | Por definir | 2        | 0     |

## Estadísticas

### Clubes
Actualizado al último partido jugado el 3 de mayo de 2025.
| Club                                                                                                  | Div.          | Temporada     | Liga  | Liga  | Liga   | Copas nacionales | Copas nacionales | Copas nacionales | Copas internacionales | Copas internacionales | Copas internacionales | Total | Total | Total  |
| Club                                                                                                  | Div.          | Temporada     | Part. | Goles | Asist. | Part.            | Goles            | Asist.           | Part.                 | Goles                 | Asist.                | Part. | Goles | Asist. |
| --- | ------------- | ------------- | ----- | ----- | ------ | ---------------- | ---------------- | ---------------- | --------------------- | --------------------- | --------------------- | ----- | ----- | ------ |
| Santos de Guápiles · Costa Rica                                                                       |               |               |       |       |        |                  |                  |                  |                       |                       |                       |       |       |        |
| 1.ª                                                                                                   | 2020-21       | 1             | 0     | 0     | —      | —                | —                | —                | —                     | —                     | 1                     | 0     | 0     |        |
| 1.ª                                                                                                   | 2021-22       | 3             | 0     | 0     | —      | —                | —                | —                | —                     | —                     | 3                     | 0     | 0     |        |
| 1.ª                                                                                                   | 2022-23       | 4             | 0     | 0     | 4      | 0                | 0                | —                | —                     | —                     | 8                     | 0     | 0     |        |
| 1.ª                                                                                                   | 2023-24       | 27            | 0     | 1     | 2      | 0                | 0                | —                | —                     | —                     | 29                    | 0     | 1     |        |
| 1.ª                                                                                                   | 2024-25       | 33            | 1     | 3     | —      | —                | —                | —                | —                     | —                     | 33                    | 1     | 3     |        |
| Total club                                                                                            | Total club    | 68            | 1     | 4     | 6      | 0                | 0                | 0                | 0                     | 0                     | 74                    | 1     | 4     |        |
| Pérez Zeledón · Costa Rica                                                                            |               |               |       |       |        |                  |                  |                  |                       |                       |                       |       |       |        |
| 1.ª                                                                                                   | 2025-26       | 0             | 0     | 0     | 0      | 0                | 0                | —                | —                     | —                     | 0                     | 0     | 0     |        |
| Total club                                                                                            | Total club    | 0             | 0     | 0     | 0      | 0                | 0                | 0                | 0                     | 0                     | 0                     | 0     | 0     |        |
| Total carrera                                                                                         | Total carrera | Total carrera | 68    | 1     | 4      | 6                | 0                | 0                | 0                     | 0                     | 0                     | 74    | 1     | 4      |
| 1. Fuente:Transfermarkt Nota: No se incluye datos de información de partidos con A. D. Cariari Pococí |               |               |       |       |        |                  |                  |                  |                       |                       |                       |       |       |        |

### Selección de El Salvador
Actualizado al último partido jugado el 13 de octubre de 2024.
| Absoluta · El Salvador                            |   |   |   |   |   |   |   |   |   |    |   |   |
| 2022                                              | — | — | — | — | — | — | 1 | 0 | 0 | 1  | 0 | 0 |
| 2024                                              | 2 | 0 | 0 | 4 | 0 | 0 | 3 | 0 | 0 | 9  | 0 | 0 |
| 2025                                              | 0 | 0 | 0 | 0 | 0 | 0 | 0 | 0 | 0 | 0  | 0 | 0 |
| Total                                             | 2 | 0 | 0 | 4 | 0 | 0 | 4 | 0 | 0 | 10 | 0 | 0 |
| 1. Fuente:Transfermarkt / National Football Teams |   |   |   |   |   |   |   |   |   |    |   |   |